# Teorema del valore iniziale
In analisi funzionale il teorema del valore iniziale permette di determinare il valore asintotico iniziale di una funzione partendo dalla sua trasformata di Laplace. Nello specifico, data una funzione {\displaystyle f} di classe {\displaystyle C^{1}}, causale (cioè nulla per {\displaystyle t<0}) e con ascissa di convergenza {\displaystyle A\leq 0}, si ha, nell'ipotesi che esista finito il limite {\displaystyle \lim _{t\rightarrow 0^{+}}f(t)}:
{\displaystyle \lim _{t\rightarrow 0^{+}}f(t)=\lim _{Re(s)\rightarrow \infty }sF(s)}
Il teorema del valore finale riguarda invece il valore asintotico finale, e stabilisce che, nell'ipotesi che esista finito il limite {\displaystyle \lim _{t\rightarrow \infty }f(t)}:
{\displaystyle \lim _{t\rightarrow \infty }f(t)=\lim _{s\rightarrow 0}sF(s)}
Questi risultati hanno notevoli applicazioni in elettronica, in particolare nello studio delle reti lineari.

## Dimostrazione
(Dimostrazione semplificata nel caso in cui f' sia integrabile) Dall'integrale di Laplace si ottiene:
{\displaystyle F(s)=\int _{0}^{\infty }f(t)e^{-st}dt=\lim _{a\rightarrow 0;b\rightarrow \infty }\left[-f(t){\frac {e^{-st}}{s}}\right]_{a}^{b}+{\frac {1}{s}}\int _{0}^{\infty }{\frac {df}{dt}}e^{-st}dt}
da cui:
{\displaystyle F(s)={\frac {f(0^{+})}{s}}+{\frac {1}{s}}\int _{0}^{\infty }{\frac {df}{dt}}e^{-st}dt}
Moltiplicando per {\displaystyle s} e passando al limite per {\displaystyle s} che tende a infinito si arriva a:
{\displaystyle \lim _{s\rightarrow \infty }sF(s)=f(0^{+})+\lim _{s\rightarrow \infty }\int _{0}^{\infty }{\frac {df}{dt}}e^{-st}dt=f(0^{+})+\int _{0}^{\infty }{\frac {df}{dt}}[\lim _{s\rightarrow \infty }e^{-st}]dt=f(0^{+})}
mentre passando al limite per {\displaystyle s} che tende a zero:
{\displaystyle \lim _{s\rightarrow 0}sF(s)=f(0^{+})+\int _{0}^{\infty }{\frac {df}{dt}}dt=f(0)+f(\infty )-f(0)=f(\infty )}